# Alfred Langenus
Alfred Victor Jan Langenus (Mechelen, 25 september 1929 – aldaar, 2005) was een Belgische atleet, die gespecialiseerd was in de middellange afstand. Hij nam driemaal deel aan de Europese kampioenschappen atletiek en veroverde één Belgische titel.

## Biografie
Langenus behaalde in de jeugdjaren enkele Belgische titels in het veldlopen en de middellange afstand. In 1950 nam hij op de 800 m deel aan de Europese kampioenschappen in Brussel. Hij sneuvelde in de reeksen. Vier jaar later haalde hij op de 1500 m op de EK in Bern de finale.
In 1956 veroverde hij zijn enige Belgisch titel op de 1500 m. Hij was op die afstand geselecteerd voor de Olympische Spelen in Melbourne, maar verkoos thuis te blijven om zeker de geboorte van zijn zoon Ron niet te missen. Twee jaar later nam hij op die afstand deel aan de EK in Stockholm.
Samen met Roger Moens, André Ballieux en Émile Leva verbeterde hij op 8 augustus 1956 in Bosvoorde het wereldrecord op de 4 x 800 m. Dit record hield stand tot in 1966, toen een Duits estafetteteam het verbeterde.

### Clubs
Langenus was aangesloten bij FC Mechelen en stapte in 1955 over naar Racing Mechelen.

## Belgische kampioenschappen
| Onderdeel | Jaar |
| --------- | ---- |
| 1500 m    | 1956 |

## Persoonlijke records
| Onderdeel | Prestatie | Datum | Plaats   |
| --------- | --------- | ----- | -------- |
| 800 m     |           |       |          |
| 1500 m    | 3.49,6    | 1956  | Warschau |
| 1 mijl    | 4.08,8    | 1957  | Londen   |

## Palmares

### 800 m
- 1950: 4e reeks EK in Brussel – 1.55,3

### 1500 m
- 1954: DNS finale EK in Bern
- 1955:  Interl. Ned.-België te Den Haag - 4,04,1
- 1956:  BK AC – 3.50,2
- 1957:  Interl. België-Ned. te Antwerpen - 3.58,5
- 1958: 7e reeks EK in Stockholm – 3.52,5